# Cœuvres-et-Valsery
Cœuvres-et-Valsery – miejscowość i gmina we Francji, w regionie Hauts-de-France, w departamencie Aisne.
Według danych na styczeń 2014 roku gminę zamieszkiwało 469 osób, a gęstość zaludnienia wynosiła 37,6 osób/km².